# Глиняне
Глиняне (на разных языках их название звучит по-разному — Gliniane, Linianie, Gliwianie, Linonen) — средневековое славянское племя, жившее над речкой Эльдена (Eldeną), которая являлась правым притоком Эльбы (земли современного Бранденбурга). На севере граничили с варнами.
Входили в Ободритский союз. Первые сведения о глинянах встречаются в записи в Анналах королевства франков, за 808 год, когда сын Карла Великого Карл Младший совершил против них и ободритов безрезультатный поход. В 811 году Карл Великий снова двинул целую армию против глинян, чтобы усмирить область за пределами имперской границы. Эта кампания также, по-видимому, имела лишь ограниченный успех. В 839 году Людовик Благочестивый послал саксонскую армию против ободритов и глинян, а затем в 858 году Людовик Немецкий снова вторгся на их земли. Глиняне последний раз упоминаются во франкских источниках в 877 году, когда они отказались платить дань, причитающуюся восточно-франкскому правителю.
Центральным городом и столицей был Лучин (Luczyn) — сегодня это Ленцен над рекой Локниц (Loknitz), возле Виттенберге (Wittenberge) в Германии, где в 929 году прошла битва между саксами и славянами, закончившаяся поражением последних. Другой известный город — это Потлустим (Pothlustim, ныне Путлиц (Putlitz)).
В 1110-20-е годы сын князя бодричей Генриха Мистуй (или Мстивой) во главе 200 саксов и 300 славян разбил глинян.
В 1136 году племя было разбито Альбрехтом Медведем. 